# Evidence (pel·lícula de 1929)
Evidence és una pel·lícula en blanc i negre que es va estrenar el 5 d'octubre de 1929. Va ser dirigida per John G. Adolfi i els actors principals van ser Pauline Frederick, William Courtenay i Conway Tearle. Està basada en l'obre de teatre Evidence (1914) de Jean du Rocher Macpherson. És una pel·lícula considerada perduda, tot i que els discs de Vitaphone per a totes les bobines s'han conservat als UCLA Film and Television Archives. Anteriorment s'havia rodat una altra versió d'aquesta mateixa pel·lícula, la qual va ser estrenada l'any 1915 i dirigida per Edwin August.

## Repartiment
- Pauline Frederick (Myra Stanhope)
- William Courtenay (Cyril Wimborne)
- Conway Tearle (Harold Courtenay)
- Alec B. Francis (Harbison)
- Lowell Sherman (Norman Pollock)
- Myrna Loy (índia nadiua)
- Freddie Burke Frederick (Kenyon WImborne)
- Madeline Seymour (Mrs. Debenham)
- Ivan F. Simpson (Peabody)
- Lionel Belmore (hostaler)

## Argument
Lord Cyril Wimborne, advocat, es divorcia de la seva dona Myra i es queda amb la custòdia del seu fill Kenyon, en creure que la seva dona té una relació amb el malgastador Major Pollock. Myra entra en reclusió mentre que Pollock es desplaça a Birmània sense aclarir el malentès. Anys després, Myra veu Kenyon en un parc. El nen nota la semblança entre aquella dona misteriosa (que ell anomena la seva princesa) i una fotografia que té de la seva mare. Per això decideix convidar-la a sopar a casa seva un dia que sap que el seu pare hi serà absent. Al mateix temps, Harold Courtenay, un amic de la família de tota la vida veu l'oportunitat de tornar a reunir la parella després de tants anys. Myra i Wimborne es retroben quan Pollock es suïcida deixant una nota en què exonera Myra del càrrec d'adulteri.